# Djalu Gurruwiwi
Djalu Gurruwiwi (geboren  um 1935 auf Wirriku Island, Wessel-Inseln, Northern Territory, Australien; gestorben vor oder am 12. Mai 2022) war ein Clan-Ältester des Galpu-Clans aus der Volksgruppe der Yolngu. Er war ein international renommierter Didgeridoo-Bauer und hat nach der Jahrtausendwende begonnen, mit Mitgliedern seiner Familie und seines Clans als Kulturbotschafter seines Volkes aufzutreten.

## Konzertaktivitäten (Ausschnitt)
- 2002 Rripangu Yidaki Festival, Eisenbach, Deutschland
- 2003 Joshua Tree Festival, USA
- 2003 Indigenous Peoples Commission Kulturaustausch, Taipei, Taiwan
- 2004 Dubai Sister Cities Forum, Vereinigte Arabische Emirate
- 2005 Yidaki Festa 2005, Okuhida & Tokyo, Japan
- 2007 Mulu Music Festival, Mooloolaba, Australien
- 2009 Didgin' Oz, Australisches Musikfestival, Cesenatico, Italien

## Diskografie (Ausschnitt)
- Waluka: Gurritjiri Gurriwiwi feat. Djalu Gurruwiwi. Traditionelle Musik aus Nord-Ost-Arnhemland, Volume 2, Yothu Yindi Foundation, Contemporary Masters Series, 2001
- Djalu teaches and plays yidaki (didjeridu). Traditionelle Musik aus Nord-Ost-Arnhemland, Volume 3, Yothu Yindi Foundation – Contemporary Masters Series, 2001
- Djalu Plays and Teaches Yidaki, Volume 2 (Songs and Stories from the Galpu Clan). Traditionelle Musik aus Nord-Ost-Arnhemland, Volume 6. Yothu Yindi Foundation – Contemporary Masters Series, 2003
- Diltjimurru. ON-Records & Djalu Gurruwiwi, 2003
- Garrimala ga Rangimurru. ON-Records & Djalu Gurruwiwi, 2006
- Garrimala ga Warrarra. ON-Records & Djalu Gurruwiwi, 2006